# Roberto Burioni
Roberto Burioni, né le 10 décembre 1962 à Pesaro, est un virologue italien.

## Publications
- (it) Donnici, Rocco, Burioni, Roberto et Marinelli, Massimiliano, Genetica. Valore delle biodiversità. Sfida della bioingegneria (Genetics. Value of biodiversity. Bioengineering challenge), Quattroventi (ISBN 978-88-392-0461-5)
- (it) Roberto Burioni, Il vaccino non è un'opinione : le vaccinazioni spiegate a chi proprio non le vuole capire (The vaccine is not an opinion : Vaccinations explained to those who just don't want to understand them), Mondadori (ISBN 978-88-04-68463-3)
- (it) Roberto Burioni, La congiura dei somari : Perché la scienza non può essere democratica (The conspiracy of dunces : Why science cannot be democratic), Rizzoli, 2018, 171 p. (ISBN 978-88-17-10460-9)
- (it) Roberto Burioni, Balle mortali : Meglio vivere con la scienza che morire coi ciarlatani (Deadly lies : Better to live with science than to die with charlatans), Rizzoli, 2018, 185 p. (ISBN 978-88-17-10508-8)
- (it) Roberto Burioni, Omeopatia : Bugie, leggende e verità (Homeopathy : Lies, legends and truths), Rizzoli (ISBN 978-88-17-14122-2)
- (it) Roberto Burioni, Virus. La grande sfida (Virus. The Great Challenge), Rizzoli